# Белый воротничок

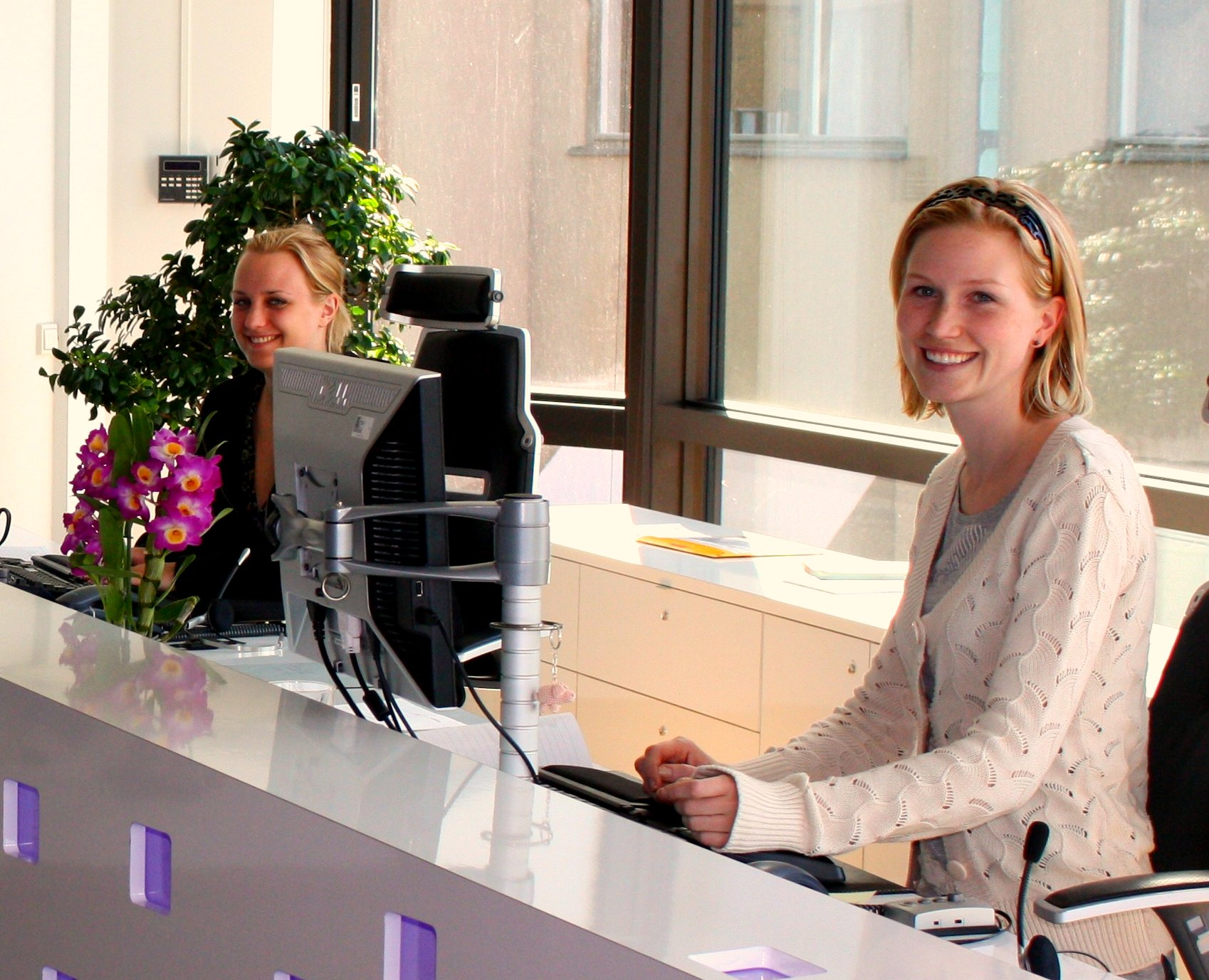
Администраторы в приёмной компании EA DICE в Стокгольме.

Работа в офисе (конторе).

«Бе́лый воротничо́к» (калька с англ. white-collar worker) — обозначение, принятое в западной социологии для наёмного работника, занимающегося умственным трудом, предполагающим хранение, использование и обработку информации: служащего, чиновника, администратора, менеджера. 
Кроме белых, на западе различают воротнички синие, серые (сфера услуг), золотые (высококвалифицированные учёные и специалисты, обладающие предпринимательскими чертами использования своих профессиональных знаний), бледные (наёмные работники, временно оставшиеся без работы), цифровые (современные ЭВМ, которые могут выполнять работу за человека).

## История

### Происхождение выражения
Возникновение словосочетания «белый воротничок» связано с резким увеличением в конце XIX века канцелярских работников. Оборот «белые воротнички» приписывается американскому писателю Эптону Синклеру, который так образно называл клерков, администраторов и управленцев в 1930-е годы, хотя упоминания «лёгкой работы и белого воротничка» появляются уже в 1911 году. Примеры использования оборота в 1920-е годы включают статью в «Уолл-стрит джорнал», которая гласит: «Движение из средних школ на сталелитейные заводы необычно, поскольку мальчики раньше стремились к работе белых воротничков».
Синклер употреблял этот оборот в связи с тем, что на протяжении большей части девятнадцатого и двадцатого веков клерки в Европе и Америке почти всегда были одеты в белые рубашки с воротничком, причём наиболее распространены были съёмные воротнички (которые производились на фабриках в огромных количествах и использовались мужчинами недолго).

### Демография
Меньшинство в аграрном и индустриальном обществах, «белые воротнички» стали большинством в постиндустриальном обществе в связи с ростом сферы услуг.
В последнее время работники имеют бо́льшую свободу в выборе одежды. Дресс-код может варьировать от ослабленного (работникам можно носить джинсы и уличную одежду) до традиционного офисного. Многие компании ныне соблюдают стиль Business casual, когда сотрудники должны носить «бизнес-брюки» (business trousers) или юбки и рубашки с воротником. Из-за этого не все так называемые белые воротнички действительно носят традиционные белую рубашку и галстук.
В некоторых компаниях «белые воротнички» могут выполнять и роль «синих» (и наоборот), иногда даже переодеваясь для этого. Примером может служить менеджер ресторана, который может носить более формальную одежду, чем сотрудники меньшего ранга, но всё ещё иногда помогает с приготовлением пищи или приёмом заказов.
Будучи наёмными рабочими, «белые воротнички» могут стать членами профсоюзов и устраивать забастовки, чтобы добиться чего-то от работодателя. Это более частый случай в Европе, чем в США, где менее 10 % занятых в частном секторе состоят в профсоюзах. Белые воротнички имеют репутацию настроенных скептически к профсоюзам, и как правило, их успехи связаны с достижением корпоративных, а не профсоюзных целей.
Американскому социологу Чарльзу Миллсу принадлежат основные исследования в изучении «белых воротничков», которые изложены в книге «Белые воротнички: Американский средний класс» (1951). В ней говорится, что отчуждение между «белыми воротничками» велико: они вынуждены продавать не только своё время, но и личности «с улыбкой на лице».
Труд «белых воротничков» традиционно соотносился с трудом «синих воротничков» как умственный и физический труд. «Белые воротнички» чаще заступают на более престижные должности, а в социальной иерархии занимают нижние слои среднего класса. Экономические изменения на рубеже XX—XXI веков привели к размытию границы между умственным и физическим трудом, также возросла доля занятых в сфере услуг и управления, в связи с чем «белые воротнички» утратили черты обособленной социальной группы.

## «Белые воротнички» в искусстве
Японский фотограф и психолог Юки Аояма с 2006 года занят анализом и фотографированием «белых воротничков», стимулом к этому послужила смерть его отца, который был офисным работником. Смысл работы отца ускользал от фотографа в детстве, а его типичный для офисного работника облик вызывал у мальчика отторжение.